# هطول

متوسط هطول المطر حسب الشهر

الهطول (جمع الهَطْل ) في علم الطقس: نزول الماء بكثافة على شكل مطر أو ثلج أو بَرَد، أي يمكن أن يكون بشكل ماء سائل أو ماء مجمد. وتختلف كمية الهطولات ونوعها من منطقة إلى أخرى في العالم أو من مناخ إلى آخر.
تقاس نسبة الهطول على سطح مستوٍ في حالة عدم جريانه في العادة بالمليمتر، ويستعمل كذلك الإنش كوحدة قياس. وفي بعض أقمار الكواكب يحدث هطول من غاز الميثان المتجمد[بحاجة لمصدر].